# Magas
Magas (tiếng Nga: Мага́с, tiếng Ingush: Магас) là thị xã thủ đô của Cộng hòa Ingushetia, Nga. Nó được thành lập vào năm 1995 và thay thế Nazran làm thủ đô nước cộng hòa vào năm 2002. Do sự đặc biệt này, Magas là thủ phủ nhỏ nhất của một chủ thể liên bang ở Nga. Dân số: 8.771 (2019), 5.841 (2010), 272 (2002).

## Lịch sử
Cộng hòa Ingushetia ra đời vào năm 1992, sau khi được tách ra từ CHXHCNXVTT Chechen-Ingush. Nazran, thị xã lớn nhất trong số ba thị xã của nước cộng hòa mới, được đặt làm thủ đô tạm thời.

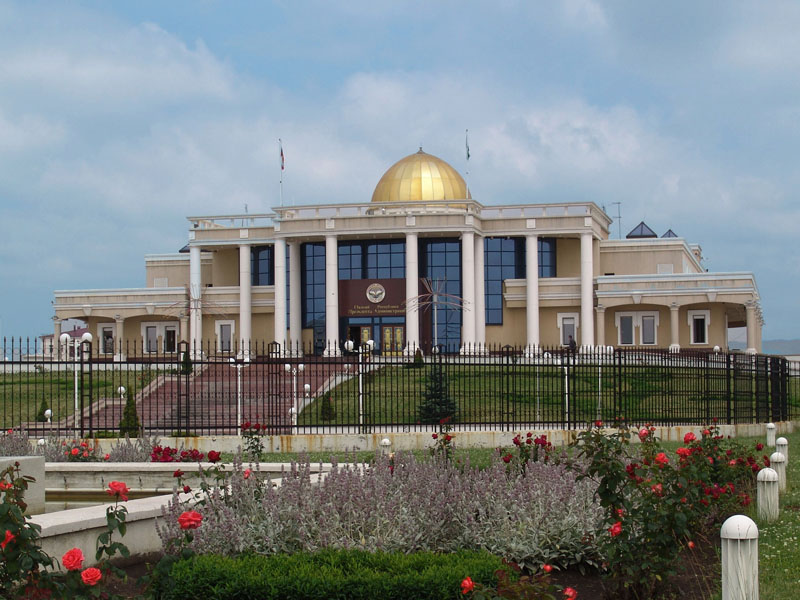
Phủ Chủ tịch

Năm 1995, Chủ tịch Ruslan Aushev thành lập Magas chỉ cách Nazran vài km về phía nam, lấy tên theo thành phố Maghas thời Trung Cổ. Thị xã mới được cho là chỉ phục vụ nhu cầu hành chính.
Nó thay thế Nazran, trở thành thủ đô của nước cộng hòa vào năm 2002.

## Địa lý

### Vị trí

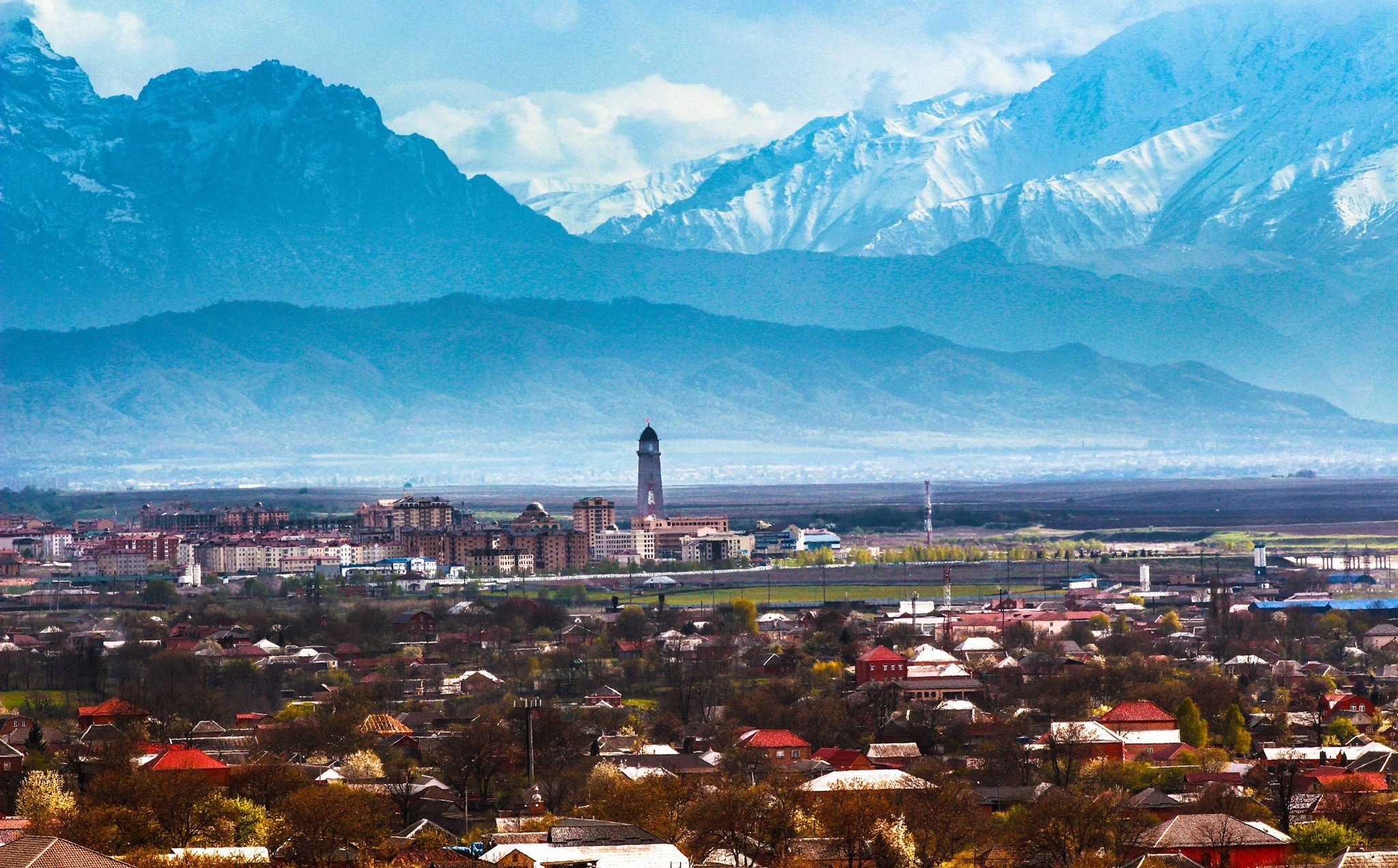
Quang cảnh Magas

Magas nằm ở khu vực phía tây của Ingushetia, trên biên giới với huyện Prigorodny của Bắc Ossetia-Alania. Nó được bao quanh bởi huyện Nazranovsky. Các khu định cư gần nhất là Ekazhevo, thành phố Nazran và Ali-Yurt. Thị xã cách thủ đô Vladikavkaz của Bắc Ossetia-Alania 30 km.

### Vị thế hành chính

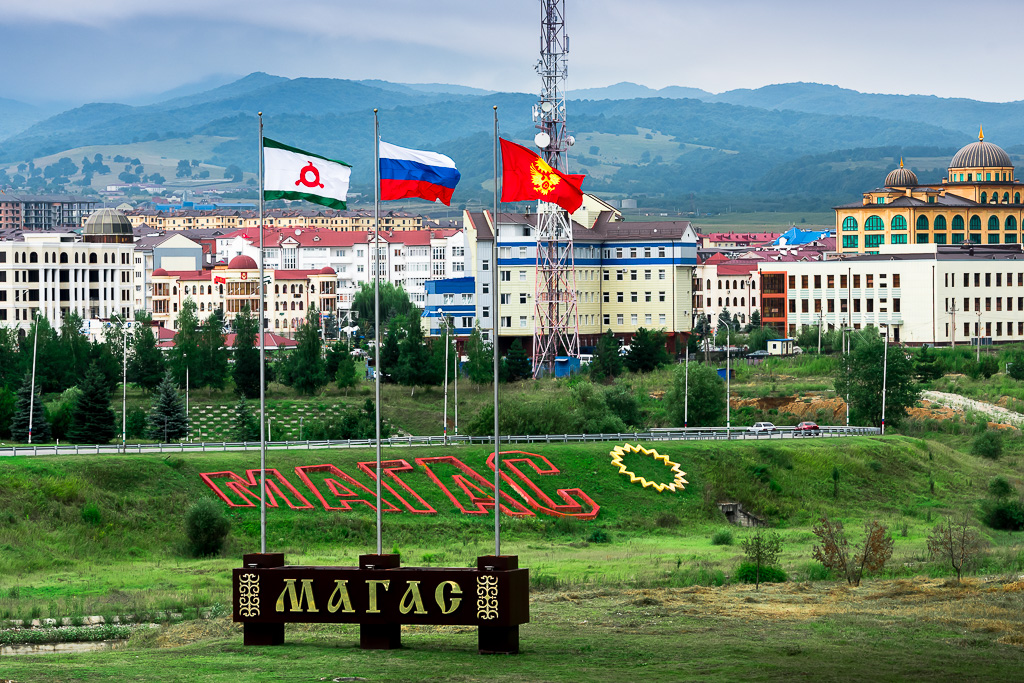
Lối vào Magas

Magas là thủ đô của nước cộng hòa. Trong khuôn khổ của các đơn vị hành chính, nó được hợp nhất thành thị xã trực thuộc nước cộng hòa Magas - một đơn vị hành chính có địa vị ngang bằng với các huyện. Là một đơn vị đô thị, thị xã trực thuộc nước cộng hòa Magas được hợp nhất thành Okrug đô thị Magas.

### Khí hậu
Magas có khí hậu lục địa ẩm (phân loại khí hậu Köppen: Dfb) với mùa hè ấm áp và mùa đông lạnh giá.
| Dữ liệu khí hậu của Magas               | Dữ liệu khí hậu của Magas | Dữ liệu khí hậu của Magas | Dữ liệu khí hậu của Magas | Dữ liệu khí hậu của Magas | Dữ liệu khí hậu của Magas | Dữ liệu khí hậu của Magas | Dữ liệu khí hậu của Magas | Dữ liệu khí hậu của Magas | Dữ liệu khí hậu của Magas | Dữ liệu khí hậu của Magas | Dữ liệu khí hậu của Magas | Dữ liệu khí hậu của Magas | Dữ liệu khí hậu của Magas |
| Tháng                                   | 1                         | 2                         | 3                         | 4                         | 5                         | 6                         | 7                         | 8                         | 9                         | 10                        | 11                        | 12                        | Năm                       |
| --------------------------------------- | ------------------------- | ------------------------- | ------------------------- | ------------------------- | ------------------------- | ------------------------- | ------------------------- | ------------------------- | ------------------------- | ------------------------- | ------------------------- | ------------------------- | ------------------------- |
| Trung bình ngày tối đa °C (°F)          | 0.2 (32.4)                | 1.7 (35.1)                | 7.1 (44.8)                | 15.0 (59.0)               | 21.1 (70.0)               | 24.8 (76.6)               | 27.1 (80.8)               | 26.6 (79.9)               | 21.6 (70.9)               | 15.3 (59.5)               | 7.8 (46.0)                | 2.5 (36.5)                | 14.2 (57.6)               |
| Trung bình ngày °C (°F)                 | −3.7 (25.3)               | −2.6 (27.3)               | 2.5 (36.5)                | 8.9 (48.0)                | 15.0 (59.0)               | 18.6 (65.5)               | 21.0 (69.8)               | 20.5 (68.9)               | 15.6 (60.1)               | 9.9 (49.8)                | 3.7 (38.7)                | −1.2 (29.8)               | 9.0 (48.2)                |
| Tối thiểu trung bình ngày °C (°F)       | −7.6 (18.3)               | −6.8 (19.8)               | −2.1 (28.2)               | 2.9 (37.2)                | 8.9 (48.0)                | 12.4 (54.3)               | 15.0 (59.0)               | 14.4 (57.9)               | 9.6 (49.3)                | 4.5 (40.1)                | −0.3 (31.5)               | −4.9 (23.2)               | 3.8 (38.9)                |
| Lượng Giáng thủy trung bình mm (inches) | 26 (1.0)                  | 28 (1.1)                  | 42 (1.7)                  | 69 (2.7)                  | 110 (4.3)                 | 134 (5.3)                 | 101 (4.0)                 | 82 (3.2)                  | 61 (2.4)                  | 46 (1.8)                  | 40 (1.6)                  | 31 (1.2)                  | 770 (30.3)                |
| Nguồn:                                  |                           |                           |                           |                           |                           |                           |                           |                           |                           |                           |                           |                           |                           |

## Nhân khẩu
Dân số của Magas, với một trăm cư dân vào thời điểm ban đầu, đã tăng lên vào đầu những năm 2010.
| 2001 | 2002 | 2003 | 2006 | 2007 | 2008 | 2009 | 2010  | 2011  | 2012  | 2013  | 2014  | 2015  |
| ---- | ---- | ---- | ---- | ---- | ---- | ---- | ----- | ----- | ----- | ----- | ----- | ----- |
| 100  | 275  | 300  | 337  | 338  | 354  | 415  | 2.502 | 2.581 | 3.367 | 4.106 | 4.756 | 5.841 |

## Hình ảnh
- Đài phun nước của "Hẻm Akhmad Kadyrov"
- Tòa thị chính Magas
- Sân bay Magas
- Tháp Đồng Ý

## Giao thông
Sân bay Magas phục vụ thị xã và thành phố Nazran gần đó. Ga xe lửa gần nhất là ở Nazran.